# XLII Krajowy Festiwal Piosenki Polskiej w Opolu
42. Krajowy Festiwal Piosenki Polskiej w Opolu – edycja z 2005 r. Po raz szósty odbył się plebiscyt i koncert Superjedynek. Zorganizowały je TVP 1 i RMF FM. Wykonawcy byli nagradzani za muzyczne osiągnięcia w ciągu 12 miesięcy poprzedzających imprezę. Zespołom akompaniował zespół Kukla Band pod dyrekcją Zygmunta Kukli.
10 czerwca 2005 roku tuż przed rozpoczęciem wieczornego otwarcia festiwalu na Placu Wolności odbył się koncert Debiutów. Telewizja Polska pokazała ten koncert tydzień później.

## Koncert „Premiery 2005”
- Koncert odbył się 10 czerwca 2005.
- Prowadzący: Tatiana Okupnik i Maciej Orłoś.

- Zakopower - „Kiebyś Ty...” (1. miejsce)
- Szymon Wydra & Carpe Diem - „Życie jak poemat”
- Lady Tullo - „Idź swoją drogą”
- Jeden Osiem L - „Pytam”
- Toronto - „Gdybyś wiedział”
- Kind of Blue - „Pocałuj mnie”
- Maria Sadowska - „Tylko tu i teraz”
- Brathanki - „Spod Alhambry Czarny Don”
- Monika Brodka - „Miałeś być” (2. miejsce)
- Mezo i Kasia Wilk - „Ważne”
- Golec uOrkiestra - „Bo lato rozpala” (3. miejsce)
- Varius Manx - „Bezimienna”
- Ha-Dwa-O! - „Cud”
- Mietek Szcześniak - „Naprawdę dość”
- Andrzej Piaseczny - „Jednym tchem”

Nagrody w konkursie premier:
- Złota Premiera - Monika Brodka za utwór „Miałeś być”
- Srebrna Premiera - Mezo za utwór „Ważne”
- Brązowa Premiera - Golec uOrkiestra za utwór „Bo lato rozpala”
- Nagroda Jury - Zakopower za utwór „Kiebyś Ty...” [przyznawanie punktów () – miejsca wg niniejszego głosowania]

## Koncert „SuperJedynki 2005”
- Koncert odbył się 11 czerwca 2005.
- Prowadzący: Magdalena Różczka i Borys Szyc.

Zwycięzcy:
- Wokalistka – Ewelina Flinta
- Wokalista – Krzysztof Krawczyk
- Zespół – Wilki
- Debiut – Monika Brodka
- Przebój – „Prócz ciebie, nic” – Krzysztof Kiljański i Kayah
- Płyta pop – C.D. – Kombii
- Płyta rock – Samotna w wielkim mieście – Kasia Kowalska
- Płyta hiphopowa – Monologimuzyka – Doniu
- Płyta z muzyką alternatywną – Plagiaty – Lech Janerka
- Płyta z muzyką literacką – Cafe Sułtan – Grzegorz Turnau
- Grand Prix za całokształt działalności artystycznej – Maanam

## Kabareton „Opolska Noc Kabaretowa”
- Koncert odbył się 11.czerwca 2005. godz. 22:45-00:30
- Prowadzący: Maciej Stuhr.

Wystąpili: Kabaret Moralnego Niepokoju, Ani Mru Mru, Mumio, a także Grzegorz Halama, Jerzy Kryszak i Bohdan Smoleń oraz Grupa Rafała Kmity.

## Koncert „Wielkie, większe, największe czyli 80-lecie Polskiego Radia”
- Koncert odbył się 12 czerwca 2005.
- Prowadzący: Kayah i Artur Orzech.
- Koncert współprowadził Marek Niedźwiecki.

Można było usłyszeć 16 piosenek, które - zdaniem dziennikarki radiowej Marii Szabłowskiej - będą charakterystyczne dla ośmiu dziesiątek lat radia.
Zasada jest taka, że artyści nie śpiewają swoich piosenek lub wykonują je w zmienionej wersji, czy też w zaskakującym duecie - wyjaśnia dziennikarka.
Zgodnie z tą zasadą, na radiowym koncercie "Autobiografię" zaśpiewał Artur Gadowski z Irą, z utworem "Miłość ci wszystko wybaczy" zaprezentuje się Blue Cafe, a z "Białą Flagą" - Myslovitz. Poza tym Zbigniew Kurtycz na deskach amfiteatru z Maćkiem Maleńczukiem zaśpiewają "Cichą wodę".

## Debiuty
- 1. miejsce Nana
- 2. miejsce Kasia Wilk
- 3. miejsce Avalanche

Zespół Nana otrzymał 10.000 zł nagrody.

## Pozostałe Nagrody
- Nagroda Polskiego Radia - Monika Brodka
- Nagroda TVP Polonia - zespół Myslovitz
- Nagroda dziennikarzy - Mezo
- Nagroda fotoreporterów - Maria Sadowska